# شاموئیل
شاموئیل (به فرانسوی: Chamouille) یک کمون (فرانسه) در فرانسه است که در ان (ا-دو-فرانس) واقع شده‌است. شاموئیل ۳٫۳۴ کیلومتر مربع مساحت دارد ۱۱۲ متر بالاتر از سطح دریا واقع شده‌است.